# Robert Bernadac
Pour les articles homonymes, voir Bernadac.
Robert Bernadac, né le 25 mai 1913 à Paris et mort le 16 août 1990 à Tarascon-sur-Ariège, est un résistant français, déporté à Oranienburg-Sachsenhausen, en Allemagne.

## Biographie
Robert Bernadac est commissaire de police.

### Résistant et déporté
Robert Bernadac est recruté par Maurice Coustenoble pour le réseau de renseignement Alliance en mai 1942. En mai de la même année, il est chef radio pour le secteur de Paris ; il monte à côté un secteur parallèle qui s'étend jusqu'à Étretat.
Arrêté le 13 mars 1943,, il est déporté au camp d'Oranienburg-Sachsenhausen.
Il survit toutefois à la déportation. À son retour, il devient secrétaire national de l'Association Amicale Alliance, rassemblant les anciens membres du réseau. Il reçoit la médaille de la Résistance française et la médaille militaire.

### Famille
Robert Bernadac et son épouse Marcelle ont un fils, Christian Bernadac.